# Синянський Олег Григорович
Синянський Олег Григорович — Генерал-майор, перший Голова Служби зовнішньої розвідки України. Член Антикризового центру (листопад 2004 — червень 2005); член Ради національної безпеки і оборони України (листопад 2004 — лютий 2005).

## Біографія
Народився 11 липня 1970 року в Харкові.
- У 1992 році він закінчив Військовий інститут іноземних мов в Москві, володіє англійською, арабською та івритом.
- У 1992–1994 працював перекладачем в Міністерстві оборони.
- З 1995 року — в МЗС України: 3-й секретар, 2-й секретар відділу Близького Сходу та Африки, 2-й секретар, 1-й секретар з політичних питань Посольства України в Державі Ізраїль.
- З 2000 — в президентській адміністрації: заступник керівника-завідувача протокольно-організаційного відділу, 1-й заступник керівника Управління Протоколу Президента України, заступник керівника Управління Державного Протоколу та Церемоніалу Президента України — завідувач відділу.
- З листопада 2003 по березень 2004 р.р. — начальник Головного управління розвідки Служби безпеки України.
- З березня по жовтень 2004 року — начальник Департаменту розвідки Служби безпеки України[1].
- З 14 жовтня 2004 по 28 лютого 2005 р.р. — Голова Служби зовнішньої розвідки України[2].

Нагороджений орденами іноземних держав.
Дипломатичний ранг — радник 1-го класу (2001), Надзвичайний і Повноважний Посланник 2-го класу (12.2002).

## Шпигунський скандал
У лютому 2004-го Олег Синянський опинився в центрі шпигунського скандалу. Генерал СБУ Валерій Кравченко, заявив, що саме начальник Головуправління розвідки Олег Синянський і голова СБУ Ігор Смешко віддавали йому незаконні накази стежити за кордоном за депутатами Верховної Ради України з числа опозиції, а також за міністрами уряду.